# Hochspeyer (Verbandsgemeinde)
Hochspeyer est une Verbandsgemeinde (collectivité territoriale) de l'arrondissement de Kaiserslautern dans la Rhénanie-Palatinat en Allemagne. Le siège de cette Verbandsgemeinde est dans la ville de Enkenbach-Alsenborn.
La Verbandsgemeinde de Hochspeyer consiste en cette liste d'Ortsgemeinden (municipalités locales):

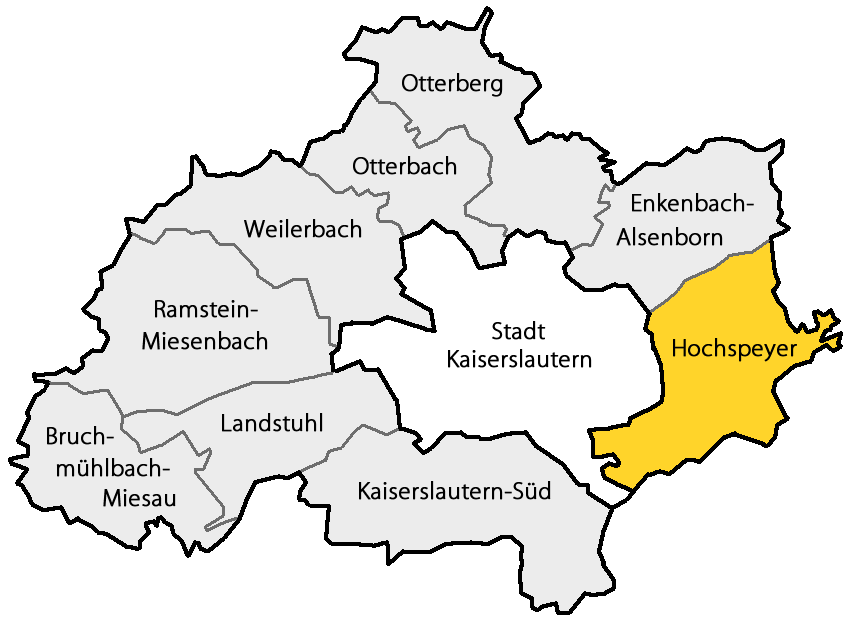
Localisation du Verbandsgemeinde de Hochspeyer dans l'arrondissement de Kaiserslautern

1. Fischbach
2. Frankenstein
3. Hochspeyer
4. Waldleiningen